# Falcatula
Falcatula é um gênero de mariposa pertencente à família Bombycidae.